# Гомрингер, Ойген
Ойген Гомрингер (нем. Eugen Gomringer; род. 20 января 1925, деревня Кашюела Эсперанса, департамент Бени, Боливия) — немецкий, испанский, французский и английский поэт швейцарско-боливийского происхождения. Основатель конкретной поэзии.

## Биография
Ойген Гомрингер родился 20 января 1925 года в деревне Кашюела Эсперанса департамента Бени в Боливии в швейцарско-боливийской семье. С начала 1950-х годов живёт в Германии.
Гомрингер считается основателем конкретной поэзии. В 2000 году основал Институт конструктивного искусства и конкретной поэзии в Рехау.
С 2010 года преподаёт в университете Кобленц-Ландау.
Принадлежавшая Гомрингеру коллекция составила основу фонда Музея конкретного искусства в Ингольштадте.
В 1995—2006 годах опубликовано полное собрание сочинений Гомрингера в четырёх томах.

## Участие в общественных и творческих организациях
- Член Берлинской академии искусств (1971)[1]

## Награды
- Кавалер баварского ордена «За заслуги» (2008)[1]

## Премии
- Культурная премия города Рехау (1997)[1]
- Международная отметина имени отца русского футуризма Давида Бурлюка[2]
- Премия «Punta Tragara за конкретную поэзию» (2007)[1]